# وادي الطاقة
وادي الطاقة بلدة وبلدية تابعة لدائرة ثنية العابد في ولاية باتنة بالجزائر.

## وصلات خارجية
- منتدى وادي الطاقة